# Понцо (Ла Специја)
Понцо је насеље у Италији у округу Ла Специја, региону Лигурија.
Према процени из 2011. у насељу је живело 99 становника. Насеље се налази на надморској висини од 287 м.